# Joo Hyong-jun
Joo Hyong-jun (auch Joo Hyung-joon; kor. 주형준; * 22. April 1991 in Seoul) ist ein südkoreanischer Eisschnellläufer.

## Werdegang
Joo hatte seinen ersten internationalen Erfolg bei den Shorttrack-Juniorenweltmeisterschaften 2010 in Taipeh. Dort gewann er mit der Staffel eine Goldmedaille. Im Eisschnelllauf-Weltcup startete er erstmals zu Beginn der Saison 2011/12 in Tscheljabinsk und belegte dabei jeweils den vierten Platz in der Teamverfolgung und in der B-Gruppe über 5000 m. Beim folgenden Weltcup in Astana erreichte er mit dem dritten Platz im Massenstart seine erste Podestplatzierung im Weltcup. Im weiteren Saisonverlauf belegte er in der Teamverfolgung dreimal den zweiten Platz und zum Saisonende den achten Platz im Massenstart-Weltcup. Bei den Einzelstreckenweltmeisterschaften 2012 in Heerenveen gelang ihn der 23. Platz über 5000 m und der siebte Platz in der Teamverfolgung. In der folgenden Saison errang er erneut den achten Platz im Massenstart-Weltcup. Dabei belegte er in Heerenveen den zweiten Platz im Massenstart und erreichte zudem in der Teamverfolgung zweimal den zweiten und einmal den dritten Platz. Bei den Einzelstreckenweltmeisterschaften 2013 in Sotschi gewann er die Silbermedaille in der Teamverfolgung und kam über 1500 m auf den 20. Platz. Bei der Winter-Universiade 2013 in Trentino holte er die Bronzemedaille über 1500 m und die Goldmedaille im Mehrkampf. Nach zwei dritten Plätzen in der Teamverfolgung zu Beginn der Saison 2013/14 in Calgary und in Salt Lake City, wurde er in Berlin Zweiter in der Teamverfolgung. Beim Saisonhöhepunkt den Olympischen Winterspielen 2014 in Sotschi holte er die Silbermedaille in der Teamverfolgung. Zudem errang er den 29. Platz über 1500 m. Im November 2015 erreichte er in Calgary den zweiten Platz in der Teamverfolgung. Bei den Einzelstreckenweltmeisterschaften 2016 in Kolomna wurde er Fünfter in der Teamverfolgung. Nach Platz drei in Harbin und Platz zwei in Nagano jeweils in der Teamverfolgung zu Beginn der Saison 2016/17, belegte er bei den Einzelstreckenweltmeisterschaften 2017 in Gangwon den 11. Platz im Massenstart.

## Persönliche Bestzeiten
- 500 m      37,03 s (aufgestellt am 21. Januar 2015 in Seoul)
- 1000 m    1:10,82 min (aufgestellt am 10. September 2016 in Calgary)
- 1500 m    1:44,55 min (aufgestellt am 20. November 2015 in Salt Lake City)
- 3000 m    3:50,81 min (aufgestellt am 11. Oktober 2014 in Calgary)
- 5000 m    6:27,77 min (aufgestellt am 24. November 2012 in Kolomna)
- 10.000 m    13:35,68 min (aufgestellt am 2. Dezember 2012 in Astana)